# Péter Kovács (handball)
Pour les articles homonymes, voir Péter Kovács.
Péter Kovács, né le 8 avril 1955 à Budapest, est un ancien handballeur hongrois évoluant au poste d'arrière gauche ou de demi-centre.
Avec 1797 buts marqués en 323 sélections entre 1973 et 1995, Kovács est le meilleur buteur et le joueur le plus capé de l'histoire de l'équipe nationale de Hongrie.

## Palmarès

### En club
Compétition internationales
- Vainqueur de la Coupe des clubs champions (1) : 1982

Compétition nationales
- Vainqueur du Championnat de Hongrie (6) : 1976, 1977, 1980, 1981, 1982, 1983
- Vainqueur de la Coupe de Hongrie (1) : 1983
- Vainqueur du Championnat d'Allemagne (1) : 1990
- Vainqueur de la Coupe d'Allemagne (2) : 1989, 1991

### En équipe nationale de Hongrie
Jeux olympiques
- 6e place aux Jeux olympiques de 1976
- 4e place aux Jeux olympiques de 1980
- 4e place aux Jeux olympiques de 1988

Championnats du monde
- 7e place au Championnat du monde 1974
- 9e place au Championnat du monde 1978
- 9e place au Championnat du monde 1982
- Médaille d'argent au Championnat du monde 1986
- 17e place au Championnat du monde 1995

### Récompenses individuelles
Distinctions internationales
- Co-meilleur buteur du Championnat du monde 1978 avec 47 buts
- Élu meilleur arrière gauche du Championnat du monde 1986[réf. nécessaire]
- Nommé dans l'élection du meilleur handballeur du XXe siècle
- Nommé dans l'élection du meilleur handballeur mondial de l'année en 1988

Distinctions nationales
- Meilleur buteur de l'histoire de l'équipe nationale de Hongrie avec 1797 buts marqués[1]
- Joueur le plus capé de l'histoire de l'équipe nationale de Hongrie avec 323 sélections[1]
- Élu meilleur handballeur de l'année en Hongrie (5) : 1977, 1980, 1981, 1982, 1983
- Meilleur buteur du Championnat de Hongrie (4) : 1977, 1981, 1982, 1983